# Scheldeprijs 1953
De 41e editie van de wielerwedstrijd Scheldeprijs werd gereden op 28 juli 1953 over een afstand van 214 kilometer. De zege ging naar de Nederlander Hans Dekkers. Dekker was de eerste niet Belgische winnaar sinds de eerste editie in 1907 die werd gewonnen door de Fransman Maurice Leturgie.

## Uitslag
| Scheldeprijs 1953 |                    |                        |      |
| Plaats            | Naam               | Ploeg                  | Tijd |
| Winnaar           | Hans Dekkers       | Locomotief-Vredestein  | ?    |
| 2                 | Leo Buyst          |                        | ?    |
| 3                 | Karel De Baere     | Mercier-BP-Hutchinson  | ?    |
| 4                 | Maurice Mollin     | Libertas-Huret         | ?    |
| 5                 | Gaston De Wachter  | Libertas-Huret         | ?    |
| 6                 | Briek Schotte      | Alcyon-Dunlop          | ?    |
| 7                 | Jos De Feyter      | Libertas-Huret         | ?    |
| 8                 | Frans Loyaerts     | Van Hauwaert-Maes Pils | ?    |
| 9                 | Guillaume Hendriks | Bristol                | ?    |
| 10                | Joseph Verhaert    | Bristol                | ?    |